# Frostius erythrophthalmus
Frostius erythrophthalmus är en groddjursart som beskrevs av Bruno Vergueiro Silva Pimenta och Ulisses Caramaschi 2007. Frostius erythrophthalmus ingår i släktet Frostius och familjen paddor. Inga underarter finns listade i Catalogue of Life.
Arten förekommer främst i delstaten Bahia i östra Brasilien och i angränsande regioner. Den vistas i områden som ligger 140 till 920 meter över havet. Habitatet utgörs av fuktiga skogar eller regnskogar. Frostius erythrophthalmus behöver inga större vattenansamlingar i närheten. Den hittas ofta i lövskiktet eller i den låga växtligheten som ananasväxter.
I utbredningsområdet förekommer några skyddszoner. Beståndets storlek är inte känt. IUCN kategoriserar arten globalt som otillräckligt studerad.